# Ballen
 For alternative betydninger, se Ballen (flertydig). (Se også artikler, som begynder med Ballen)
Ballen er en havneby på østsiden af Samsø. Historisk går havnen så langt tilbage som vikingetiden, men man ved også at der har været en stenalderbosætning på stedet. Havnen ligger godt for vestenvinden og har været en handelsplads og et lokalt "centrum" for fiskeri.
Byen var oprindeligt havneby for Brundby og i sin tid et meget aktivt fiskerleje. Det ses også tydeligt i dag.
Den nyanlagte Ballen Færgehavn syd for byen er i dag udgangspunktet for Rederiet Færgens rute til Kalundborg. Byen havde tidligere både træskibsværft og et andelsslagteri. I dag er værftet blevet til restaurant og slagteriet lukket.
Andelsslagteriet i Ballen blev stiftet i 1929. I 1983 fusionerede det med Østjyske Slagterier, Bjerringbro, og i 1999 blev bygningerne solgt til Samsø Industri‑ og Kontorcenter A/S. På en del af den tidligere slagterigrund, er Ballen Strandparks 66 boliger senere opført.
I sommerperioden er Ballen Havn en populær lystbådehavn.
Det er også i Ballen, man finder Samsø Energiakademi, der blandt andet formidler Samsøs globalt anerkendte erfaringer med vedvarende energi.  Samsø er udnævnt til Vedvarende Energi Ø, og producerer mere vedvarende energi end til eget forbrug.
Nord for Ballen (mod Langemark) afholdes hvert år Samsø Festival.